# Egzokometa

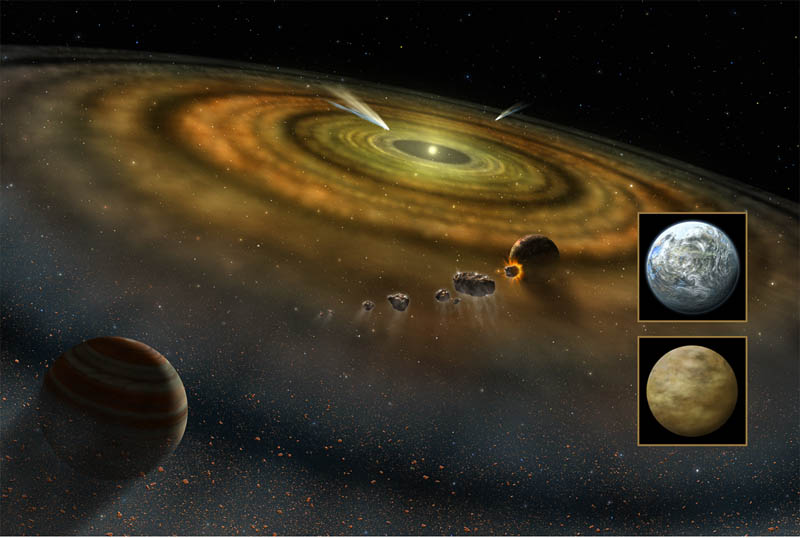
Egzokomety i procesy formowania się planet wokół Beta Pictoris. (Wizja artysty – autor:NASA/FUSE/Lynette Cook)

Egzokometa (kometa pozasłoneczna) – kometa, pochodząca spoza Układu Słonecznego. Pierwsza gwiazda, przy której odkryto egzokometę to Beta Pictoris. Do 7 stycznia 2013 roku odkryto w sumie 10 takich obiektów.
Egzokomety są według naukowców ważnym ogniwem w zrozumieniu powstawania planet. Astronom Barry Welsh opisuje związek następująco: „międzygwiezdny pył pod wpływem grawitacji staje się bąblem, a bąble rosną do skały, skały łączą się i stają się większymi obiektami, planetozymalami i kometami – i wreszcie, planetami”.